# Diòcesi de Salamanca
La diòcesi de Salamanca (en llatí Diœcesis Salmantina), amb Seu a la Catedral de l'Asunción (o Catedral Nova), té un territori de 7.876 km².
Està subdividida en 13 arxiprestats, dels quals cinc són urbans i 8 rurals, que consten de 405 parròquies. El Santuari de Nostra Senyora de la Peña de Francia (Peña de Francia, El Cabaco), regit pels pares dominics del convent de San Esteban depèn de la diòcesi de Salamanca.

## Història
La primera notícia documentada que es té de l'existència de la diòcesi de Salamanca és de l'any 589, en el qual el seu Bisbe, Eleuteri, assisteix al III Concili de Toledo.
Ja que, l'any 666 el Bisbe de Salamanca, Just, assisteix al Concili celebrat a Mèrida; sembla que, per aquella època, era sufragània de Mèrida.
Després de la Reconquesta, la ciutat va ser repoblada per Ramon de Borgonya qui, en 1102, va nomenar bisbe encarregat de restaurar la diòcesi a Jeroni de Perigord, que prèviament havia acompanyat al Cid en les seves campanyes i que havia estat bisbe de València, des de la seva conquesta pel Cid fins que la ciutat va tornar a caure en mans dels musulmans. Durant el seu episcopat de Salamanca es van fer els primers plans de fer una catedral, les obres de la qual no començarien fins molt de temps després.
A la mort del bisbe Jerónimo Manrique Figueroa la seu va quedar vacant durant un període de quatre anys i 10 mesos, perquè el rei Felip II volia crear la diòcesi de Valladolid, donant-li en dot la Col·legiata de Medina del Campo, que fins a aquest moment pertanyia a la diòcesi de Salamanca, que el seu capítol s'oposava a aquesta pèrdua.
Des de la restauració la diòcesi va passar a dependre de l'arxidiòcesi de Santiago de Compostel·la, com totes les dels regnes de Galícia, Astúries i León, fins que va passar a dependre de l'arquebisbat de Valladolid després de la seva creació en 1856.
També sembla que, com a moltes de les diòcesis de l'època, Jeroni creo una Escola catedralícia (el seu mestre va assistir al Concili de Carrión en 1130) que seria el germen de l'Estudi General primer i de la Universitat de Salamanca, després.
Des de la institució de l'Estudi General (1218) i més tard la Universitat (1253), gran part de les rendes del bisbat estaven dedicades al manteniment d'aquesta, per la qual raó va ser una diòcesi "pobra" a la qual no hi volien anar bisbes ambiciosos, així que molts dels prelats que acceptaven tenien inquietuds intel·lectuals i van ser professors (i fins i tot rectors) de la Universitat.

## Episcopologi
Des de 2003 el bisbe titular és D. Carlos López Hernández
- Vegeu Llista de bisbes de Salamanca

## Estadístiques
A la fi del 2004 en la diòcesi hi havia 275.000 batejats, sobre una població de 280.000 persones, la qual cosa suposa un 98,2% del total.
.
| any  | població | població | població | sacerdots | sacerdots       | sacerdots       | sacerdots              | diaques | religiosos | religiosos | parròquies |
| ---- | -------- | -------- | -------- | --------- | --------------- | --------------- | ---------------------- | ------- | ---------- | ---------- | ---------- |
| any  | batejats | total    | %        | total     | clergue secular | clergue regular | batejats por sacerdote | diaques | homes      | dones      |            |
| 1950 | 250.000  | 250.000  | 100,0    | 565       | 390             | 175             | 442                    |         | 635        | 1.472      | 287        |
| 1969 | 267.623  | 267.791  | 99,9     | 783       | 408             | 375             | 341                    |         | 581        | 1.881      | 199        |
| 1980 | 301.000  | 303.000  | 99,3     | 559       | 333             | 226             | 538                    |         | 461        | 1.175      | 324        |
| 1990 | 288.000  | 290.000  | 99,3     | 564       | 324             | 240             | 510                    |         | 510        | 1.080      | 323        |
| 1999 | 280.800  | 289.800  | 96,9     | 284       | 198             | 86              | 988                    | 3       | 309        | 712        | 405        |
| 2000 | 280.000  | 288.800  | 97,0     | 265       | 199             | 66              | 1.056                  | 3       | 166        | 590        | 405        |
| 2001 | 280.000  | 287.000  | 97,6     | 295       | 199             | 96              | 949                    | 3       | 413        | 558        | 405        |
| 2002 | 280.000  | 286.000  | 97,9     | 346       | 199             | 147             | 809                    | 2       | 495        | 523        | 405        |
| 2003 | 275.000  | 280.000  | 98,2     | 429       | 199             | 230             | 641                    | 2       | 555        | 500        | 405        |
| 2004 | 275.000  | 280.000  | 98,2     | 392       | 192             | 200             | 701                    | 2       | 525        | 480        | 405        |